# Bánh quy
Bánh quy (cookie) là thực phẩm được nướng hoặc làm chín có hình dạng nhỏ, phẳng và ngọt. Bánh thường chứa bột, đường và một số loại dầu hoặc chất béo. Món này có thể bao gồm các thành phần khác như nho khô, yến mạch, sô cô la chip, các loại hạt, v.v.
Ở hầu hết các quốc gia nói tiếng Anh ngoại trừ Hoa Kỳ và Canada, bánh quy giòn là biscuits. Trong tiếng Việt, biscuits được gọi là bánh bích quy (bắt nguồn từ tiếng Pháp biscuit /biskɥi/). Các loại bánh quy cứng hơn cần nhai kỹ được gọi là cookies ngay cả ở Vương quốc Anh. Một số loại cookie cũng có thể được đặt tên theo hình dạng, chẳng hạn như "date squares" hay "bars".
Các biến thể bánh quy hoặc bánh quy bao gồm bánh quy sandwich như kem sữa trứng, Jammie Dodgers, Bourbons và Oreos, với nhân marshmallow hoặc mứt và đôi khi nhúng vào sô cô la hoặc lớp phủ ngọt khác. Bánh quy thường được phục vụ với đồ uống như sữa, cà phê hoặc trà và đôi khi được nhúng vào đồ uống, một cách thưởng thức đem lại nhiều hương vị hơn từ bánh kẹo bằng cách hòa tan đường, đồng thời làm mềm kết cấu của bánh. Bánh quy sản xuất tại nhà máy được bán trong các cửa hàng tạp hoá, cửa hàng tiện lợi và máy bán hàng tự động. Bánh mới nướng được bán tại các tiệm bánh và quán cà phê, cuối cùng trải rộng từ các cơ sở kinh doanh nhỏ đến các tập đoàn đa quốc gia như Starbucks.

## Hình ảnh

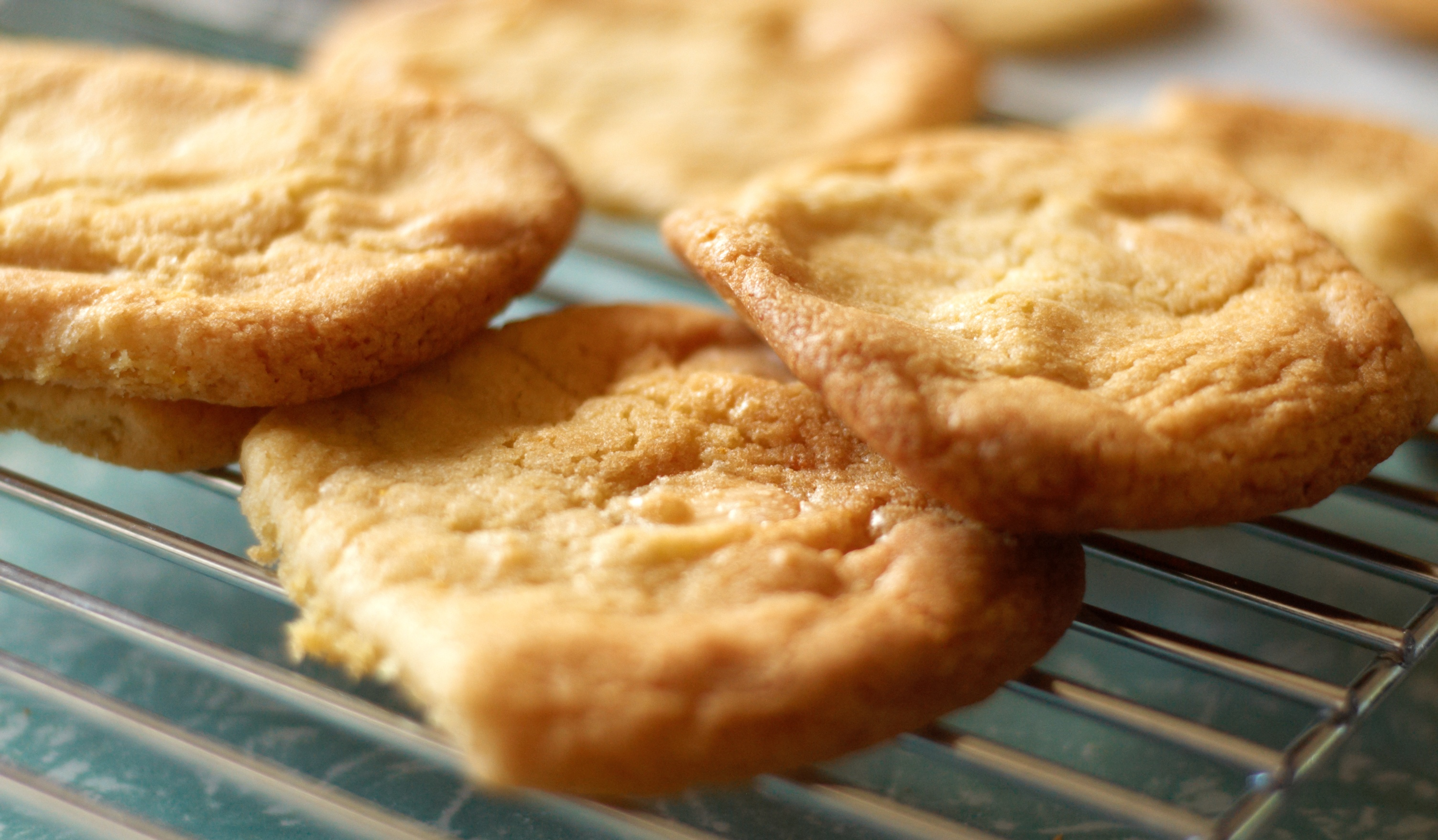
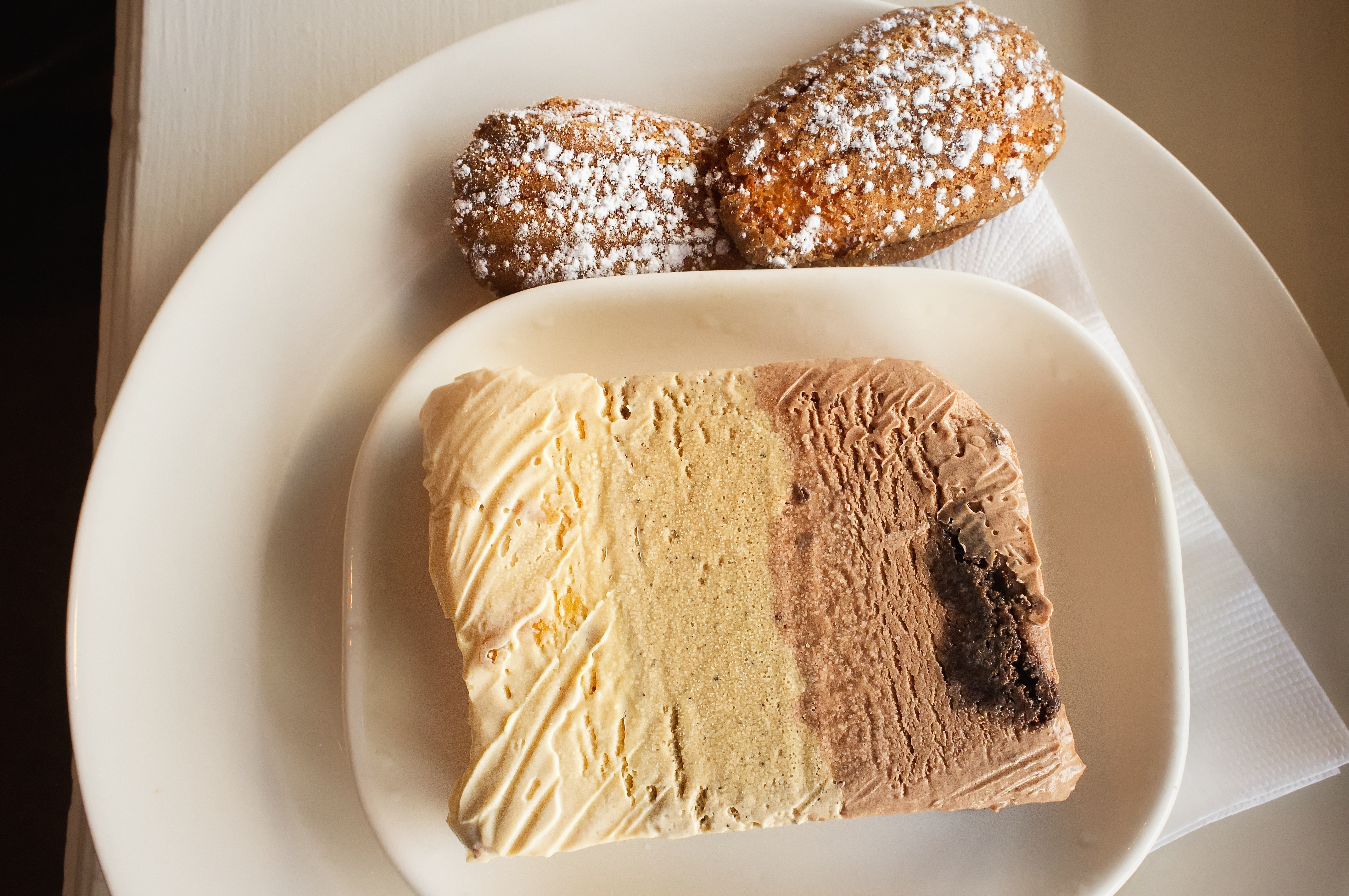
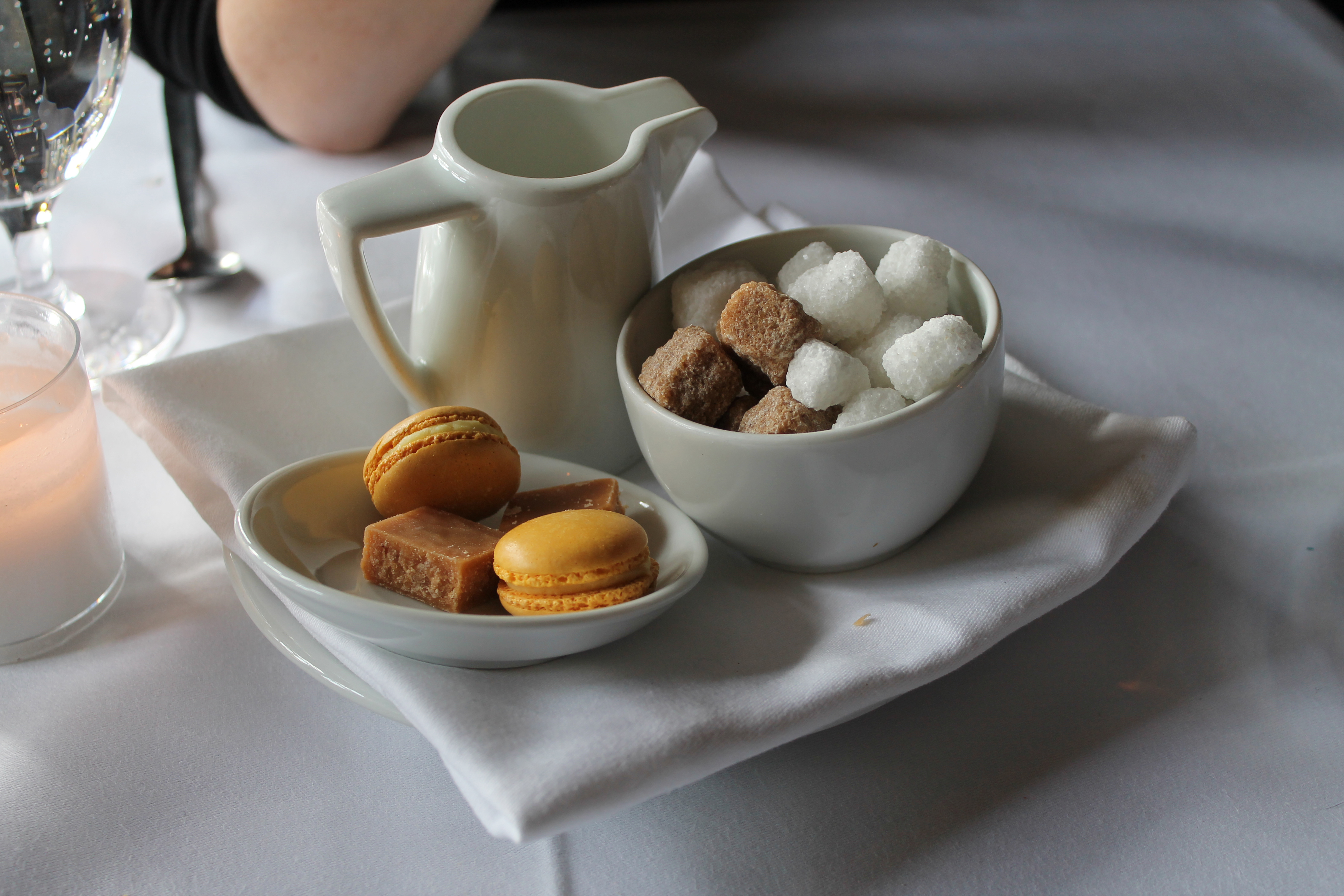
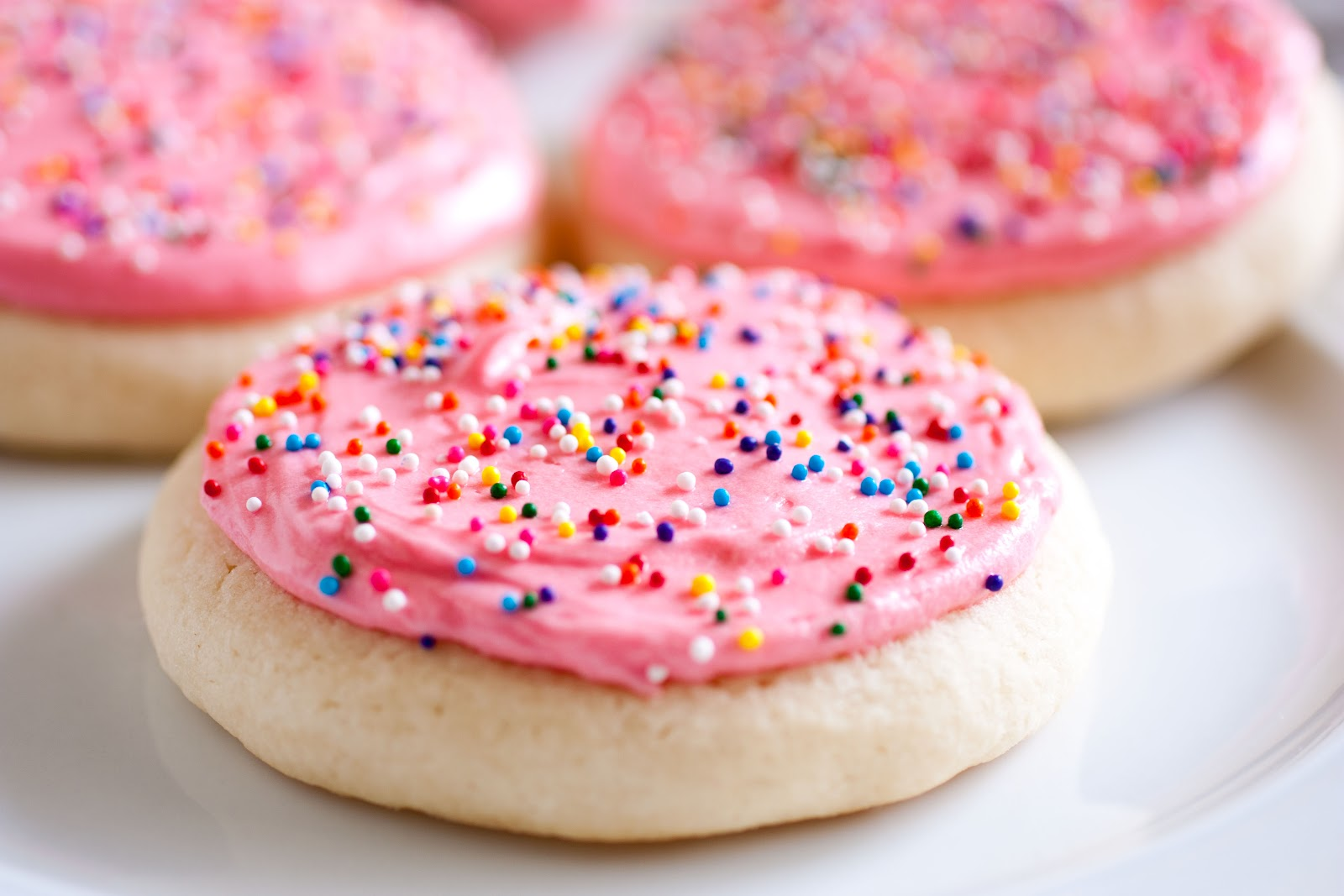
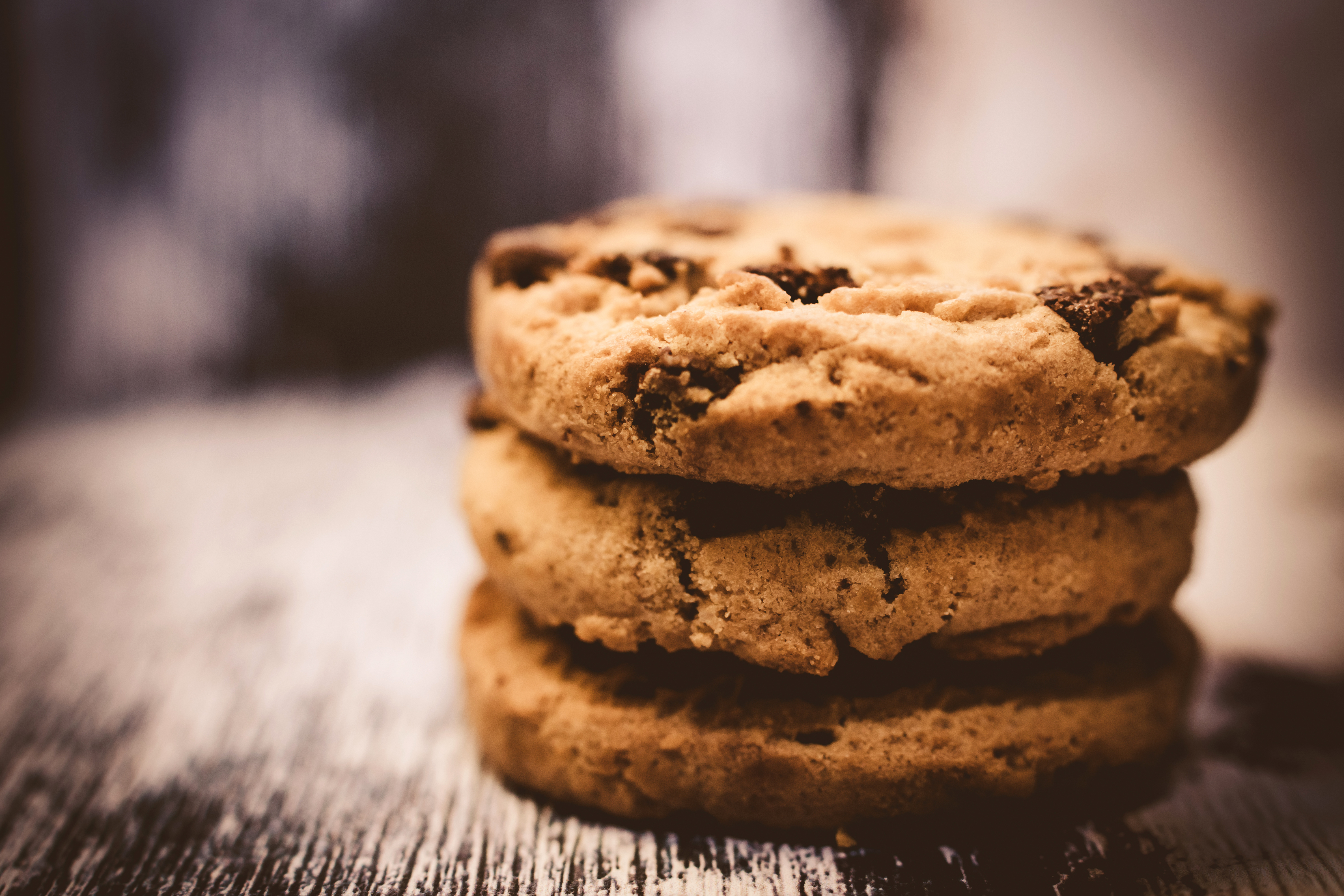
biscuits
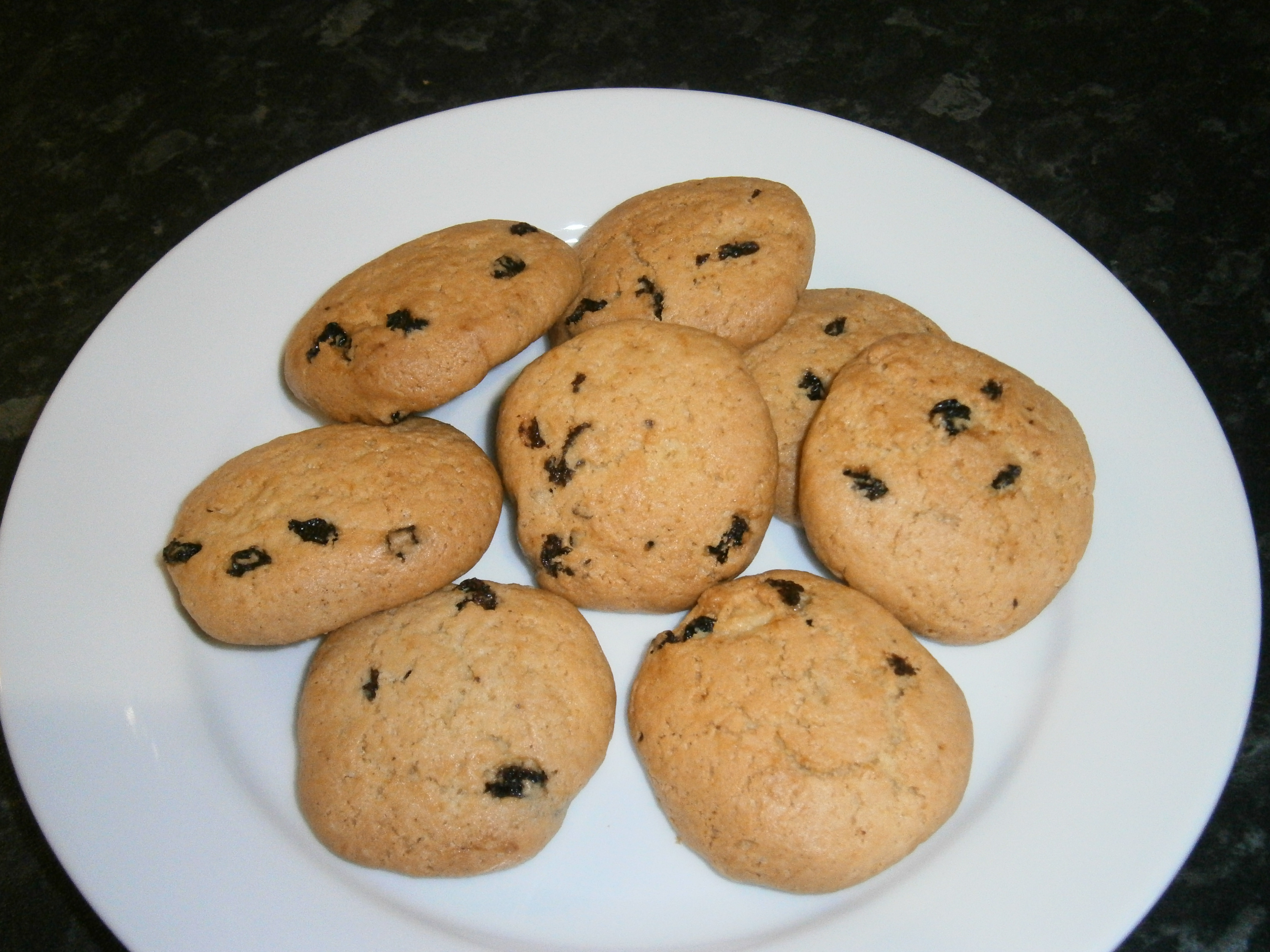

- biscuitsbiscuits